# Camoca
Camoca es una parroquia del concejo asturiano de Villaviciosa, en España.
Limita al norte con las parroquias de Grases y Cazanes, al este con Amandi, al sur con Valdebárzana y al oeste con Ambás, oficialmente San Pedru Ambás. 
Tiene una superficie de 3,51 km² en la que habitan un total de 132 personas (INE 2005) repartidas entre las poblaciones de:
- Bustariega (La Bustariega)
- Camoca de Abajo (El Pulu Baxu)
- Camoca de Arriba (El Pulu Riba)
- El Campo (El Campu)
- La Corolla
- El Llano  (El Llanu)
- Peruyero  (Peruyeru)
- La Piñera
- La Riega
- Ronzón (El Ronzón)
- Travieso  (El Traviesu)
- El Valle
- Vega